# عیسی‌آباد (راسک)
عیسی‌آباد روستایی در دهستان پارود بخش پارود شهرستان راسک استان سیستان و بلوچستان ایران است.

## جمعیت
بر پایه سرشماری عمومی نفوس و مسکن در سال ۱۳۹۵ جمعیت این روستا ۶۳۴ نفر (۱۴۰خانوار) بوده‌است.